# Антимах I
Антимах I Теос (греч. Ἀντίμαχος Α ὁ Θεός; д/н — ок. 160 год до н. э.) — царь Греко-Бактрийской державы 175 до н. э. — 170 до н. э.

## Биография
Антимах I происходил из династии Евтидемидов. Вероятно, являлся сыном Евтидема I. По другой версии он мог быть представителем династии Диодотидов, предшественников Евтидемидов.
О молодости Антимаха I ничего неизвестно. После смерти отца или во времена владычества старшего брата Деметрия I он был наместником Арахозии и Дрангианы (Систана) — примерно с 185 года до н. э. Некоторое время Антимах I даже считался узурпатором, но нумизматический анализ монет этого правителя доказывает его принадлежность к правящей династии.
Воспользовался разладом в Бактрии ради укрепления своего положения и расширения владений примерно между 180 и 175 годами до н. э. после гибели племянника Агафокла (по другому варианту Антимах I сам сверг Агафокла I). Считается, что Антимах I мог осуществить поход до Гандхары, но потерпел поражение от Аполлодота I.
Впрочем, после занятия Антимахом I трона произошло еще большее ослабление Греко-Бактрийского царства. Этим воспользовался
Деметрий II, сын Деметрия I, и Эвкратид. Возможно, в Бактрии Антимах I смог продержаться до 170 года до н. э.
Вслед за этим Антимах I отступил в Арахозию, где пользовался поддержкой местной знати. Здесь властвовал до около 160 года до н. э. После него Арахозию и Дрангиану занял Деметрий II.